# Увага, цунамі!
«Увага, цунамі!» — радянський пригодницький художній фільм 1969 року, знятий на Одеській кіностудії.

## Сюжет
Сім військових моряків служать на далекому посту екстреного оповіщення в Тихому океані. У цих суворих краях, морська стихія часто обрушує на берег страшної сили цунамі. Завдання поста першими виявити загрозу і попередити людей на землі про небезпеку, що насувається. Моряки першими наражаються на небезпеку, ціною своїх життів рятуючи людей від лиха. Одного разу на острів обрушується страшне цунамі.

## У ролях
- Георгій Юматов —  капітан-лейтенант Сергій Алексєєв
- Валентин Зубков —  мічман Варавва
- Микола Федорцов —  головний старшина Микола Бугров
- Юрій Боголюбов —  лейтенант Юрій Суглінін
- Володимир Костін —  оператор-дозиметрист Володимир Башмаков
- Альберт Пєчніков —  старшина 2-ї статті Сергій Іваненко
- Герман Полосков —  Герман Янсон
- Пантелеймон Кримов —  полковник Семашко
- Тетяна Іваненко —  Ірина
- Валентина Костіна —  медсестра Валя
- Тетяна Чернова —  дружина Іваненко

## Знімальна група
- Автор сценарію:  Ігор Старков
- Режисер: Георгій Юнгвальд-Хількевич
- Оператор-постановник:  Олександр Полинніков
- Художник-постановник:  Юрій Богатиренко
- Композитор:  Олег Каравайчук
- Текст пісень:  Володимир Висоцький